# Mašková
Mašková (em húngaro: Maskófalva) é um município da Eslováquia, situado no distrito de Lučenec, na região de Banská Bystrica. Tem 9,13 km² de área e sua população em 2018 foi estimada em 316 habitantes.

## Demografia
| Ano:        | 1994 | 2004   | 2014    | 2024   |
| ----------- | ---- | ------ | ------- | ------ |
| Broj ljudi: | 291  | 288    | 326     | 331    |
| Razlika:    |      | -1,03% | +13,19% | +1,53% |

| Ano:               | 2023 | 2024   |
| ------------------ | ---- | ------ |
| Número de pessoas: | 327  | 331    |
| Diferença:         |      | +1,22% |